# Śluza Pakość
Śluza Pakość – pierwsza śluza na górnonoteckim odcinku drogi wodnej Warta – Kanał Bydgoski, zlokalizowana w miejscowości Pakość w powiecie inowrocławskim.

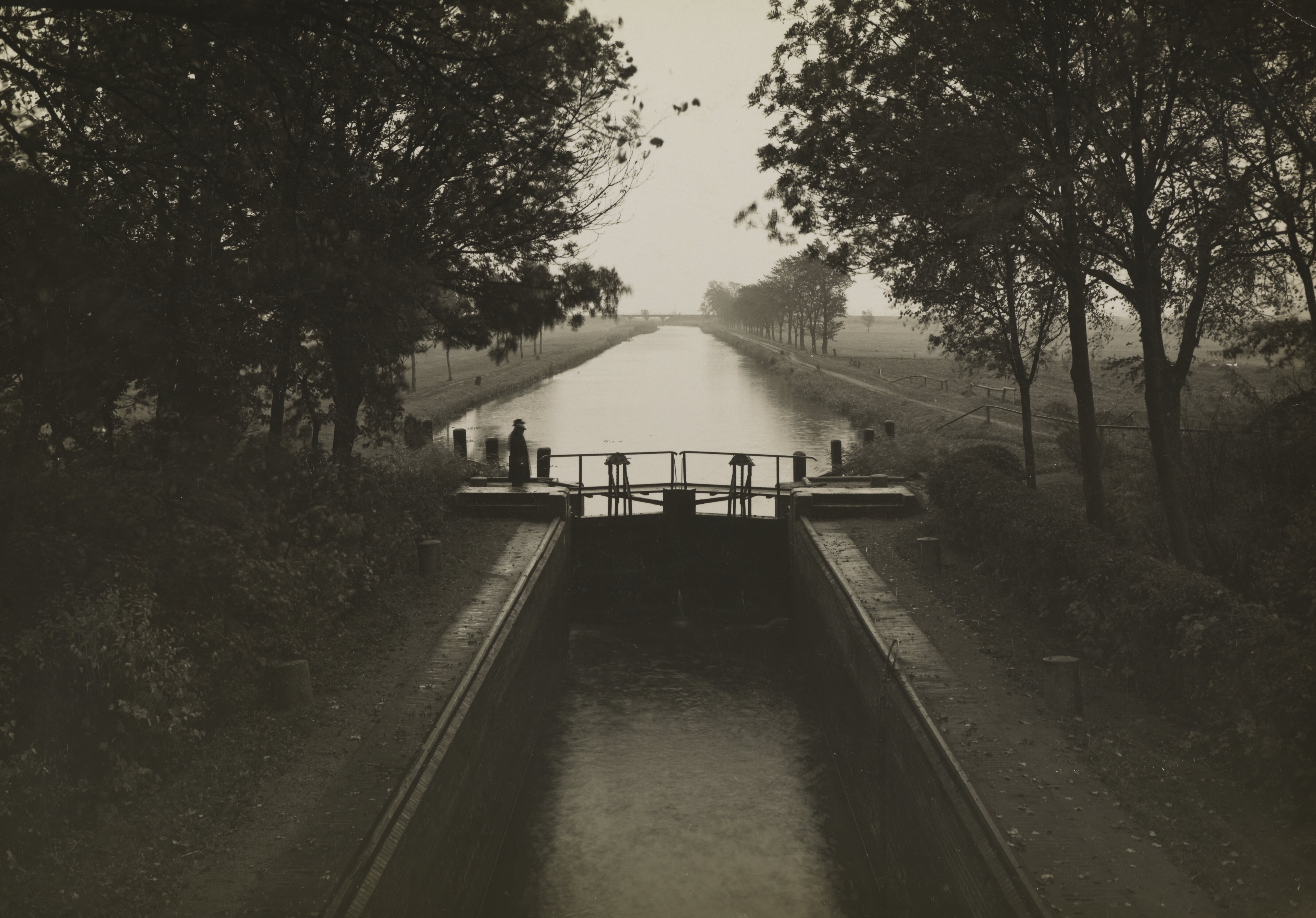
Widok śluzy około 1930